# Xanthaciura tetraspina
Xanthaciura tetraspina är en tvåvingeart som först beskrevs av Phillips 1923.  Xanthaciura tetraspina ingår i släktet Xanthaciura och familjen borrflugor. Inga underarter finns listade i Catalogue of Life.